# Haushaltshilfe (Sozialleistung)
Haushaltshilfe ist eine Sozialleistung, die in Deutschland von den Trägern der Sozialversicherung und den Sozialhilfeträgern übernommen werden kann.

## Rechtsgrundlagen
Folgende Vorschriften regeln den Anspruch auf Haushaltshilfe:
- in der gesetzlichen Krankenversicherung nach SGB V:
  - nach § 38 SGB V, wenn (i) der Versicherte wegen Krankenhausbehandlung oder wegen Leistungen nach § 23 Abs. 2 oder 4 (bestimmter medizinische Vorsorgeleistungen), §§ 24 (Mutter/Vater-Kind-Kur zur medizinischen Vorsorge), 37 (häuslicher Krankenpflege), 40 (medizinischer Rehabilitation) oder § 41 (Mutter/Vater-Kind-Kur zur medizinischen Rehabilitation) die Weiterführung des Haushalts nicht möglich ist und (ii) im Haushalt ein Kind lebt, das bei Beginn der Haushaltshilfe das zwölfte Lebensjahr noch nicht vollendet hat oder das behindert und auf Hilfe angewiesen ist, und (iii) keine im Haushalt lebende Person den Haushalt weiterführen kann,
  - nach § 24h SGB V (früher § 199 RVO) wegen Schwangerschaft oder Entbindung;
- in der gesetzlichen Unfallversicherung nach § 42 SGB VII bzw. nach § 54 SGB VII für landwirtschaftliche Unternehmer;
- in der gesetzlichen Pflegeversicherung als Bestandteil der Pflegesachleistung nach § 36 SGB XI;
- in der Sozialhilfe nach § 70 SGB XII "große Haushaltshilfe" oder § 27 Abs. 3 SGB XII "kleine Haushaltshilfe" und (selten) in Verbindung mit der Hilfe bei Krankheit nach § 48 SGB XII.

In der gesetzlichen Renten- und Arbeitslosenversicherung regelt § 74 SGB IX den Anspruch auf Haushaltshilfe, wenn aufgrund einer Leistung zur medizinischen Rehabilitation oder einer Leistung zur Teilhabe am Arbeitsleben (berufliche Rehabilitation) die Weiterführung des Haushalts oder die Betreuung der Kinder nicht möglich ist. Der Anspruch auf Haushaltshilfe orientiert sich dabei an § 38 SGB V. Kostenträger der Haushaltshilfe ist aber der Kostenträger der Rehabilitationsmaßnahme.
Spezielle Regelungen gelten nach dem Gesetz über die Alterssicherung der Landwirte (ALG), die Betriebs- und Haushaltshilfe bei krankheitsbedingter Arbeitsunfähigkeit, Schwangerschaft und Kur sind in § 36 ALG geregelt.

## Zuständigkeit der gesetzlichen Krankenversicherung

### Formen der Haushaltshilfe
Die Haushaltshilfe umfasst alle Tätigkeiten, die zum Führen eines Haushaltes gehören, wie z. B. Kinderbetreuung, Essenszubereitung, Wohnungsreinigung, Kleiderpflege etc. Der Umfang der Leistung richtet sich nach dem jeweils individuellen, tatsächlichen Hilfebedarf. Kann der Haushalt noch teilweise weitergeführt werden oder ist zu bestimmten Zeiten die Haushaltsführung durch eine andere Person des Haushalts möglich (z. B. Wochenende, Urlaub des Lebenspartners), so können die Leistungen nur in eingeschränktem Umfang gewährt werden.
Haushaltshilfe kann von den Krankenkassen in verschiedenen Formen erbracht werden. Die erste, jedoch in der Praxis eher selten angewandte Möglichkeit ist, dass die Krankenkasse eine Haushaltshilfe in Form einer Ersatzkraft stellt. Dabei kann es sich um spezielle Angestellte der Krankenkasse handeln oder um Mitarbeiter von Institutionen, mit denen die Krankenkasse Verträge nach § 132 SGB V abgeschlossen hat. Im Einzelfall werden die Kosten für eine selbst beschaffte Ersatzkraft in angemessenem Umfang erstattet (§ 38 Abs. 4 SGB V). Als angemessen gelten hier Kosten von 10,25 € pro Stunde bzw. 82 € je Tag (2021). Eine Haushaltshilfe wird für maximal 8 Stunden und im besonderen Ausnahmefall (haushaltsführende Person = erkrankte Person ist alleinerziehend) für max. 8 Stunden pro Tag genehmigt. Außer bei einer Haushaltshilfe wegen Schwangerschaft oder Entbindung fallen pro Tag Zuzahlungen an.
Für Verwandte und Verschwägerte bis zum zweiten Grad werden keine Kosten erstattet (es sei denn, die Satzung der Krankenkasse sieht ausdrücklich eine solche Erstattung vor). Die Kassen übernehmen in diesen Fällen aber erforderliche Fahrtkosten, wenn diese über der zumutbaren täglichen Pauschale liegen und einen eventuellen Verdienstausfall, z. B. bei unbezahltem Urlaub des Partners, dies ist in der Praxis die häufigste Art der Haushaltshilfe. Die Kostenerstattung in diesen Fällen regelt die Satzung der Krankenkasse, meist ist die Erstattung auf den Höchstbetrag der Kosten für eine gestellte Kraft (82 € pro Tag) begrenzt.
Es wird in der Satzung der Krankenkasse geregelt, wie viel Tage die Krankenkasse sich selbst verpflichtet, eine Haushaltshilfe zu gewähren. Bedarf über die in der Satzung festgelegten Tage hinaus werden nach medizinischer Notwendigkeit durch eine medizinische Kommission geprüft. Die Kommission legt dann das weitere Vorgehen fest.

### Haushaltshilfe bei Krankenhausbehandlung oder Rehabilitation
Leistungsgrundlage ist § 38 SGB V. Anspruch auf Haushaltshilfe kann wegen Krankenhausbehandlung, medizinischer Vorsorgeleistungen, einer medizinischen Rehabilitationsmaßnahme oder wegen einer Mutter-Kind-Kur bestehen, wenn wegen einer dieser Leistungen die Weiterführung des Haushaltes nicht möglich ist. Auch wenn aus medizinischen Gründen die Mitaufnahme mit einem Kind im Krankenhaus notwendig ist, besteht Anspruch auf Haushaltshilfe.
Voraussetzung ist, dass im Haushalt ein Kind unter 12 Jahren lebt und keine andere Person, die im Haushalt lebt diesen weiterführen kann. Eine Ausnahme hiervon bilden Kinder, die behindert und auf Hilfe angewiesen sind, in diesen Fällen gilt die Altersgrenze nicht. Nach § 38 Absatz 2 kann die Krankenkasse in ihrer Satzung großzügigere Bestimmungen (beispielsweise eine Altersgrenze von 14 Jahren) vorsehen.
Bei ambulanter Krankenbehandlung besteht grundsätzlich kein Leistungsanspruch.
Die Krankenkasse kann in ihrer Satzung vorsehen, dass in weiteren Fällen nach ärztlichem Zeugnis Haushaltshilfe gewährt wird, z. B. bei Erkrankung (ohne Krankenhausaufenthalt) oder nach ambulanten Operationen. Im Gegensatz zur Regelleistung ist dies jedoch von Kasse zu Kasse unterschiedlich.
Die Dauer der Leistung bestimmt sich nach der Dauer der verursachenden Leistung, z. B. der Dauer des stationären Krankenhausaufenthaltes.
Seit dem 1. Januar 2004 muss zu den Kosten für die Inanspruchnahme einer Haushaltshilfe eine Zuzahlung geleistet werden. Diese beläuft sich auf 10 % der Kosten pro Leistungstag, jedoch mindestens 5 € und höchstens 10 € täglich. Dies gilt nur für volljährige Versicherte.

### Haushaltshilfe bei Schwangerschaft und Entbindung
Rechtsgrundlage für diese Leistung ist § 24h SGB V (früher: § 199 RVO). Die Leistung wird gewährt, wenn die Weiterführung des Haushalts wegen Schwangerschaft oder Entbindung nicht möglich ist und niemand sonst im Haushalt diesen weiterführen kann. Im Gegensatz zur Haushaltshilfe nach § 38 SGB V Absatz 1 oder 2 ist es in diesen Fällen nicht Voraussetzung, dass ein weiteres Kind im Haushalt lebt.
Auch die Zuzahlungsregelung nach § 38 Abs. 5 SGB V gilt nicht, d. h. eine Zuzahlung bei Haushaltshilfe wegen Schwangerschaft oder Entbindung wird nicht verlangt (Anmerkung: dies traf schon unter § 199 RVO zu, durch Rundschreiben, Abs. 5.3).
Das Gesetz (§ 199 RVO) fordert(e) als Voraussetzung für den Anspruch der Schwangeren oder Entbindenden auf Haushaltshilfe, einen Haushalt zu haben und diesen auch selbst geführt zu haben. Außerdem muss(te) die Schwangerschaft bzw. die Entbindung die Leistungsursache sein, bei anderen ursächlichen Erkrankungen erhalten auch Schwangere und Mütter Leistungen nach dem SGB V. Da die Schwangerschaft an sich nur in Ausnahmefällen ursächlich ist (z. B. bei ärztlich verordneter Bettruhe), ist der häufigere Leistungsfall die Entbindung.
Haushaltshilfe kann sowohl bei stationärer Entbindung als auch bei einer Hausgeburt gewährt werden.
Haushaltshilfe bei Schwangerschaft oder Entbindung unterliegt keiner zeitlichen Beschränkung, sie wird solange geleistet, wie dies von Seiten des Arztes oder der Hebamme für notwendig erachtet wird. Auch nach der Entbindung besteht grundsätzlich Anspruch, wenn die Frau durch die Folgen der Entbindung noch geschwächt und nicht zur Weiterführung des Haushalts in der Lage ist.
Eine pauschale Obergrenze zur Dauer der Haushaltshilfe nach § 199 RVO bei Hausgeburt besteht nicht. Für eine Beurteilung der Leistungsansprüche sind die jeweiligen individuellen Verhältnisse maßgebend, die ggf. durch eine sozialmedizinische Begutachtung durch den Medizinischen Dienst der Krankenversicherung (MDK) zu überprüfen ist. Für die obere Grenzverweildauer gilt die DRG-Pauschale (O60D) als Anknüpfungspunkt für die individuelle Leistungsüberprüfung. Diese liegt aktuell bei 3,3 Tagen.

## Haushaltshilfe als Leistung der gesetzlichen Pflegeversicherung
Haushaltshilfe wird in der Pflegeversicherung als "hauswirtschaftliche Versorgung" bezeichnet. Nach § 14 Abs. 4 Nr. 4 SGB XI umfasst die hauswirtschaftliche Versorgung Hilfen beim Einkaufen, Kochen, Reinigen der Wohnung, Spülen, Wechseln und Waschen der Wäsche und Kleidung und dem Beheizen der Wohnung. Der Leistungsanspruch ist an das Vorliegen einer Pflegestufe gekoppelt, wobei der Hilfebedarf gleichzeitig teilweise mitbegründend für eine Pflegestufe ist (§ 15 SGB XI). Die Hilfeleistung ist Bestandteil der Pflegesachleistung nach § 36 SGB XI, die in der Regel von ambulant tätigen Pflegediensten erbracht wird. Konkret festgelegt sind die Hilfeleistungen in Rahmenverträgen auf Landesebene nach § 75 SGB XI. Die Vergütung richtet sich nach Vereinbarungen gemäß § 89 SGB XI, die zwischen den Pflegediensten und den Pflegekassen abgeschlossen werden.

## Haushaltshilfe als Teil der Sozialhilfe
Die Sozialhilfe kennt mehrere Arten der Haushaltshilfe. Die kleine Haushaltshilfe nach § 27 Abs. 3 SGB XII kommt nur für Personen in Betracht, die 1. nicht erwerbsfähig und 2. nicht hilfebedürftig im Sinne des SGB XII sind, aber Unterstützung bei der hauswirtschaftlichen Versorgung benötigen. Die große Haushaltshilfe nach § 70 SGB XII kommt nur in Betracht, wenn andere Familienmitglieder im Haushalt leben, die ohne eine Haushaltshilfe stationär untergebracht werden müssten.
Ansonsten wird eine Haushaltshilfe in der Regel als Teil der Hilfe zur Pflege nach § 63 SGB XII i. V. m. § 65 SGB XII gewährt, Pflegebedürftigkeit im Sinne der Pflegeversicherung ist hierzu ausdrücklich nicht erforderlich. (§ 61 Abs. 1 Satz 2 SGB XII) Auch Bezieher von Arbeitslosengeld II können über die Hilfe zur Pflege eine Haushaltshilfe in Anspruch nehmen.